# Universitatea de Arte din Târgu Mureș
Universitatea de Arte din Târgu Mureș (în maghiară Marosvásárhelyi Művészeti Egyetem) este o instituție de invățământ superior de stat din Târgu Mureș, România.Conservatorul Maghiar de Muzică și Artă Dramatică din Cluj, precursorul legal al Universității de Artă Teatrală din Târgu-Mureș, a fost înființat în 1946 prin Decretul-lege nr. 276 din 9 aprilie, semnat de Regele Mihai, de Ministrul Artelor, Mihail Ralea și de Ministrul Finanțelor, Gheorghe Tătărescu; n prezent Universitatea de Arte funcționează, conform Hotărârii Guvernului 966/29.09.2011 cu două facultăți, facultatea de arte în limba română și facultatea de arte în limba maghiară, oferind programe de studiu la nivelul ciclurilor de licență, masterat și doctorat în domeniul artelor teatrale, muzicale, vizuale și științe ale comunicării.

## Istoric. Profil
- 1946 Conservatorul Maghiar de Muzică și Artă Dramatică din Cluj, precursorul legal al Universității de Artă Teatrală din Târgu-Mureș, a fost înființat în 1946 prin Decretul-lege nr. 276 din 9 aprilie, semnat de Regele Mihai, de Ministrul Artelor, Mihail Ralea și de Ministrul Finanțelor, Gheorghe Tătărescu;
- 1948  În contextul reformei învățământului de atunci, prin Ordinul Ministerului Învățământului Public nr. 263.327/1948 s-a înființat la Cluj Institutul Român de Artă cu facultățile de muzică, actorie și dans și Institutul Maghiar de Artă, cu facultățile de muzică, regie de teatru, actorie dans, în cadrul căruia s-au continuat programele de studii superiore începute în Conservator;
- 1950 Prin unificarea facultăților de teatru din cele două Institute de Artă a luat ființă Institutul de Teatru „Szentgyörgyi István”cu predare în limba română și în limba maghiară;
- 1954 Secția română și specializarea regie de la secția maghiară a Institutului de Teatru „Szentgyörgyi István” din Cluj au fost transferate la  Institutul de Artă Teatrală și Cinematografică „I.L. Caragiale” din București, iar specializarea actorie a secției maghiare, cu păstrarea titulaturii inițiale a instituției, la  Târgu-Mureș;
- 1962 A fost inaugurat Teatrul Studio, cu 200 de locuri, dotată cu infrastructura necesară, care a devenit în timp scurt un teatru cu realizări artistice recunoscute în țară;
- 1972 Au fost reluate studiile de regie în limba maghiară, absolvite de o singură promoție;
- 1976 S-a reînființat linia de studiu în limba română, specializarea actorie;
- 1991 S-a reorganizat studiul în domeniul regiei de teatru;
- 1992 Denumirea instituției se transformă din Institutul de Teatru „Szentgyörgyi István” în „Academia de Artă Teatrală” din Târgu-Mureș;
- 1992 S-a organizat prima conferință științifică în domeniul științelor teatrale cu participare internațională;
- 1995 S-a înființat specializarea teatrologie;
- 1998 Prin Hotărârea Guvernului României nr.57/2 februarie 1998 denumirea instituției se transformă din „Academia de Artă Teatrală” în „Universitatea de Artă Teatrală”din Târgu-Mureș”;
- 2000 A apărut primul număr al  revistei științifice multiculturale Symbolon;
- 2001 A fost acreditată specializarea regie de teatru;
- 2002 Oferta de studiu a universității s-a diversificat prin înființarea specializării "actorie-mânuitor de păpuși și marionete" prin autorizare provizorie - adresa CNEAA nr. 1336/13.06.2002;
- 2003 A fost înființat, și acreditat de CNCSIS, Centrul de Creație și Studii Teatrale – certificat nr. 3/CC-C din 7 iunie 2003;
- 2004  A fost acreditată specializarea teatrologie prin adresa CNEAA nr. 1412/01.06.2004;
- 2004  Au fost reacreditate specializările artele spectacolului de teatru actorie în limba română și artele spectacolului de teatru actorie în limba maghiară prin adresa CNEAA nr. 76/12.01.2005;
- 2004 A fost autorizată funcționarea provizorie a specializării pedagogie muzicală prin adresa CNEAA nr.1401/01.06.2004;
- 2004 A fost aprobată organizarea masteratului în specializarea Vorbire și limbaj în artele spectacolului, prin adresa M.Ed.C. nr.34.973/29.07.2004;
- 2005 Prin Hotărârea Guvernului României nr. 88/2005, structura universității va cuprinde două facultăți distincte: facultatea de teatru și facultatea de muzică;
- 2005 A fost aprobată organizarea masteratului în specializarea Regia spectacolului contemporan prin adresa M.Ed.C. nr.33 301/13.06.2005;
- 2005 Universitatea de Artă Teatrală din Târgu-Mureș a devenit Instituție Organizatoare de Doctorat prin Ordinul M.Ed.C. nr. 5661/12.12.2005;
- 2005 În urma finalizării lucrărilor de reabilitare a Casei Pálffy fost dat în folosință un sediu al facultății de muzică;
- 2006 A fost dat în folosință căminul studențesc al universității, obținut printr-un contract de comodat încheiat cu Fundației Prospero;
- 2007   S-a finalizat clădirea din curtea universității, prin care spațiul de învățământ s-a majorat cu 637,50 mp. În această nouă clădire își desfășoară activitatea începând din 1 octombrie 2008 specializarea scenografie și secția română a specializării pedagogie muzicală. Imobilul mai găzduiește patru camere, însumând în total 10 locuri de cazare;
- 2008  S-a reacreditat prin procedura evaluării periodice programul de licență artele spectacolului - regie de teatru în limba română și maghiară, (adr. ARACIS nr. 2721/18.04.2008); s-a obținut autorizația de funcționare pentru programul de licență scenografie și eveniment artistic în limba română și maghiară (adr. ARACIS nr. 2707/18.04.2008), și acreditarea programelor de masterat arta actorului în limba română și arta actorului în limba maghiară (adr. ARACIS nr. 2732/18.04.2008);
- 2009    S-a obținut autorizația de funcționare provizorie pentru programul de licență artele spectacolului/coregrafie în limba română și maghiară (adr. ARACIS nr. 4573/12.05.2009), cât și acreditarea în limba română și maghiară a programelor de masterat: teatrologie și impresariat artistic; scriere dramatică; arta actorului de teatru de animație; arta regizorului (adresa ARACIS nr. 4613/12.05.2009). S-a reabilitat clădirea corpului C6 în curtea universității cu destinația de bibliotecă, spații pentru Editura și pentru conducerea universității, camere de cazare. Prin H.G. nr. 1093/2009 denumirea Universității s-a schimbat din Universitateade Artă Teatrală din Târgu Mureș în Universitatea de Arte din Târgu Mureș;
- 2010    În urma evaluării instituționale, Universitatea de Arte din Târgu-Mureș a obținut calificativul de "grad de încredere ridicat".
- 2011    S-a obținut acreditarea programului de studii universitare de licență pedagogie muzicală în limba maghiară (adr. ARACIS nr. 6239/16.06.2011) și autorizația de funcționare provizorie pentru programul de licență comunicare audiovizuală - multimedia - (adr. ARACIS nr. 7225/12.07.2011), cât și evaluarea periodică pentru menținerea acreditării pentru programele de studii Artele spectacolului actorie, păpuși-marionete, teatrologie  în limbile română și maghiară.
- În prezent Universitatea de Arte funcționează, conform Hotărârii Guvernului 966/29.09.2011 cu două facultăți, facultatea de arte în limba română și facultatea de arte în limba maghiară, oferind programe de studiu la nivelul ciclurilor de licență, masterat și doctorat în domeniul artelor teatrale, muzicale, vizuale și științe ale comunicării.

## Facultatea de Arte în Limba Română
- Studii universitare de licență: 
  - Artele spectacolului - actorie
  - Artele spectacolului - păpuși și marionete
  - Artele specatcolului - regie

- - Artele specatcolului - coregrafie
  - Scenografie și eveniment artistic
  - Teatrologie. Jurnalism teatral
  - Comunicare audiovizuală.Scenaristică. Publicitate media
  - Muzică
- Studii de masterat: 
  - Arta Actorului
  - Arta actorului de teatru de animație
  - Arta aplicată a animației
  - Arta regizorului de teatru contemporan
  - Teatru muzical
  - Scriere dramatică
  - Teatrologie. Impresariat artistic
  - Educație muzicală contemporană
- Studii doctorat:
  - Domeniu: Teatru și artele spectacolului

## Facultatea de Arte în Limba Maghiară
- Studii universitare de licență: 
  - Színművészet
  - Bábművészet
  - Rendező
  - Teatrológia
  - Látványtervező
  - Audiovizuális kommunikáció- forgatókönyv- és reklámírás, média
  - Koreográfia
  - Zene
  - Studii universitare de licență: